# Iberolacerta
Iberolacerta is een geslacht van hagedissen uit de familie echte hagedissen (Lacertidae).

## Naam en indeling
De wetenschappelijke naam van de groep werd voor het eerst voorgesteld door Oscar J. Arribas in 1999. De verschillende soorten staan bekend als berghagedissen vanwege hun voorkeur voor schrale, bergachtige streken.
Er zijn acht soorten, die vroeger allemaal tot het geslacht Lacerta werden gerekend. In de literatuur worden hierdoor vaak de verouderde namen gebruikt. De salamancaberghagedis (Iberolacerta martinezricai) werd lange tijd beschouwd als een ondersoort van Centraal-Iberische berghagedis (Iberolacerta cyreni).

## Verspreiding en habitat
De meeste soorten leven op het Iberisch Schiereiland, waaraan de wetenschappelijke naam Iberolacerta te danken is. Het verspreidingsgebied van veel soorten beslaat Spanje en Frankrijk. De Iberische berghagedis komt voor in Spanje en Portugal en de Kroatische berghagedis (Iberolacerta horvathi) is helemaal een uitzondering. Deze soort komt juist niet voor op het Iberisch Schiereiland en leeft in Kroatië, Slovenië, Italië, Oostenrijk en in het zuiden van Duitsland.
De habitat bestaat meestal uit drogere streken zoals kliffen en bergstreken. Veel soorten komen voor in graslanden, bossen en scrubland.

## Beschermingsstatus
Door de internationale natuurbeschermingsorganisatie IUCN is aan alle soorten een beschermingsstatus toegewezen. Drie soorten worden gezien als 'bedreigd' (Endangered of EN), drie soorten worden beschouwd als 'gevoelig' (Near Threatened of NT) en een soort staat te boek als 'kwetsbaar' toegewezen (Vulnerable of VU). Aan de salamancaberghagedis (Iberolacerta martinezricai) ten slotte is de beschermingsstatus 'ernstig bedreigd' toegewezen (Critically Endangered of CR).

## Soorten
Het geslacht omvat de volgende soorten, met de auteur en het verspreidingsgebied.
| Naam                                                 | Auteur                            | Verspreidingsgebied                   |
| ---------------------------------------------------- | --------------------------------- | ------------------------------------- |
| Aranberghagedis (Iberolacerta aranica)               | Arribas, 1993                     | Frankrijk, Spanje                     |
| Andorraberghagedis (Iberolacerta aurelioi)           | Arribas, 1994                     | Andorra, Spanje                       |
| Pyreneeënberghagedis (Iberolacerta bonnali)          | Lantz, 1927                       | Frankrijk, Spanje                     |
| Centraal-Iberische berghagedis (Iberolacerta cyreni) | Müller & Hellmich, 1937           | Spanje                                |
| Leónberghagedis (Iberolacerta galani)                | Arribas, Carranza & Odierna, 2006 | Spanje                                |
| Kroatische berghagedis (Iberolacerta horvathi)       | Méhelÿ, 1904                      | Italië, Kroatië, Oostenrijk, Slovenië |
| Salamancaberghagedis (Iberolacerta martinezricai)    | Arribas, 1996                     | Spanje                                |
| Iberische berghagedis (Iberolacerta monticola)       | Boulenger, 1905                   | Portugal, Spanje                      |